# 서안 해양성 기후

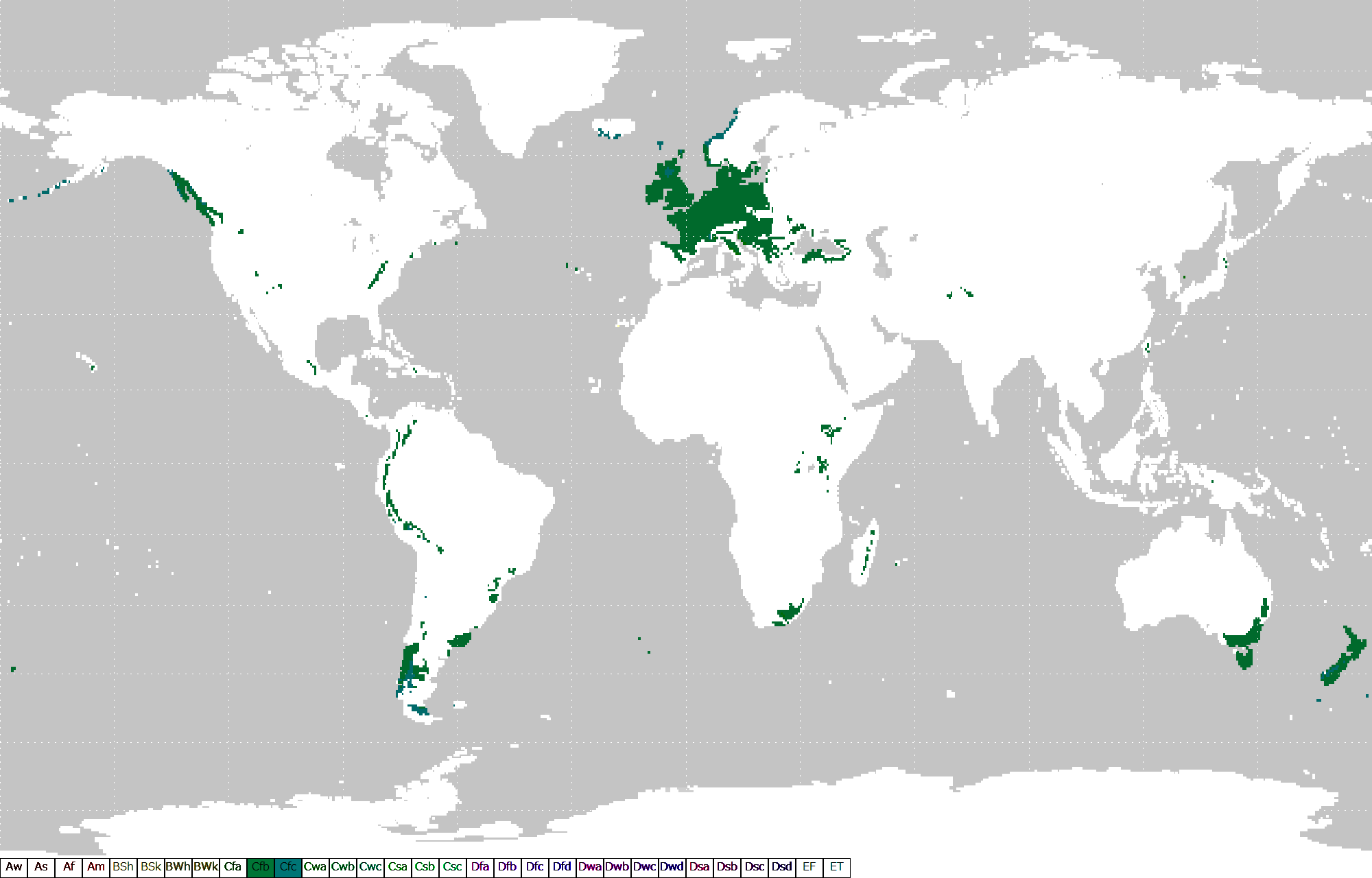
서안 해양성 기후 분포 모습.

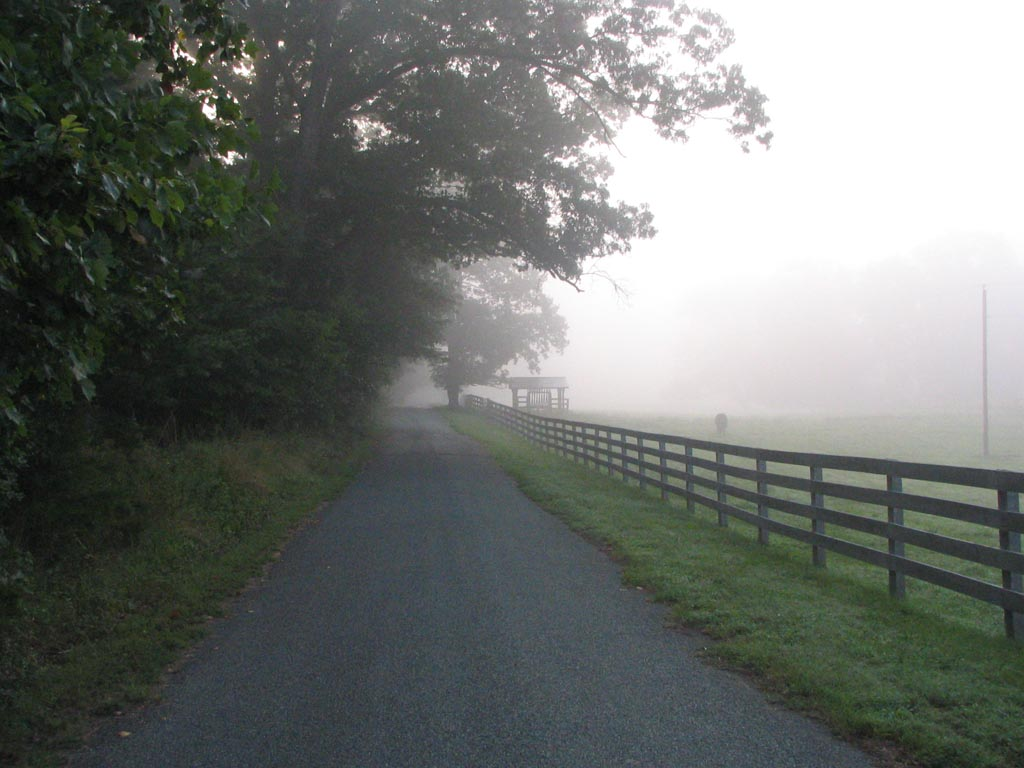
서안 해양성 기후는 안개가 자주 끼기도 하는데, 특히 영국은 안개가 자주 낀다.

서안 해양성 기후(西岸海洋性氣候)는 쾨펜의 기후 구분에서 온대 기후에 속하는 기후이다. 주로 남북위 40˚~ 60˚사이인 대륙 서안에서 나타나는 기후로, 여름은 비교적 선선하고 겨울은 비교적 따뜻하며, 연교차가 작다. 대체로 습윤하여 연중 강우량은 크게 차이가 나지 않는다. 따라서 우기와 건기가 뚜렷하게 발생하지 않는다. 이러한 기후가 발생하는 까닭은 기압의 배치와, 난류가 흐르고, 편서풍이 부는 것 때문이다. 습윤한 기후 때문에 안개가 자주 낀다. 대도시와 문명이 발달하기 좋은 곳으로, 실제로 대규모 공업단지와 대도시가 밀집한 지역이기도 하다.
블라디미르 쾨펜은 서안 해양성 기후를 가장 따뜻한 달이 22˚C 이하이고, 10˚C 이상인 달이 네 달 이상이면, Cfb로, 10˚C 이상인 달이 네 달 미만이면 Cfc로 구분하였다. 서안 해양성 기후는 주로 지중해성 기후 북쪽에 잘 나타나며, 유럽을 보면 정확하게 알 수 있다. 대부분의 유럽 국가들 (영국, 프랑스, 독일, 노르웨이 등)과 아프리카 일부 지역, 오스트레일리아 일부 지역 및 뉴질랜드, 일본 홋카이도의 도난 지방 및 도호쿠 지방의 일부 지역 등이 이 기후에 속한다고 볼 수 있다.
일반적으로, 서안 해양성 기후는 침엽수와 활엽수가 섞여 자라는 혼합림이 나타나고, 농작물을 경작하고 가축 사육을 함께하는 혼합 농업 또한 발달한다. 낙농업도 발달하여, 우유로 만든 제품(치즈, 버터, 분유 등)을 얻기도 한다.
또, 이러한 기후로 인하여 잔디밭을 이용한 스포츠가 발달하였다 해양 기후는 앞서 언급한 평행선의 해안 위치에서 반드시 발견되는 것은 아니다; 그러나, 대부분의 경우 해양 기후는 더 높은 중간 위도 바다와 평행하다. 중위도를 가로질러 서쪽에서 동쪽 방향으로 움직이는 극지 제트 기류는 저압 시스템, 폭풍 및 전선을 발전시킨다. 높은 중간 위도(45~60° 위도)의 해안 지역에서, 일반적인 육지 흐름은 대부분의 해양 기후의 기본 구조를 만든다. 해양 기후는 그들과 인접한 시원한 바다의 산물이자 반영이다. 극지 제트 스트림이 가장 활발한 가을, 겨울, 이른 봄에, 해양 기상 시스템의 빈번한 통과는 종종 해양 기후와 관련된 잦은 안개, 흐린 하늘, 가벼운 이슬비를 만들어낸다. 그들은 일반적으로 대륙의 모양으로 인해 그러한 기후와 습한 아열대 기후의 극에 있는 호주를 제외하고는 지중해 기후의 극을 향해 발견된다. 유럽에서만 그들은 먼 내륙으로 침투하여 결국 따뜻한 여름의 습한 대륙성 기후로 전환한다; 다른 대륙에서는 큰 산맥에 의해 막히거나 인근 바다에 의해 제한된다.
카리브해 북쪽과 미국 동부 해안을 지나 노스캐롤라이나까지 이어지는 열대 해류인 북대서양 걸프 스트림은 북동쪽으로 뉴펀들랜드의 그랜드 뱅크스로 향하는 열대 해류는 북서유럽의 기후를 크게 변화시키는 것으로 생각된다. 2] 북대서양 해류의 결과로, 아일랜드, 영국, 노르웨이와 같은 높은 위도에 위치한 서해안 지역은 그렇지 않은 경우보다 훨씬 더 온화한 겨울을 보낸다. 서유럽의 저지대 속성은 또한 해양 공기 덩어리를 대륙 지역으로 몰아내는 데 도움이 되며, 드레스덴, 프라하, 비엔나와 같은 도시가 바다에서 내륙에 잘 위치해 있음에도 불구하고 해양 기후를 가질 수 있도록 한다.

## 특징
특징은 바다의 영향을 받는다는 것이며 연중 일교차의 차이가 크지 않고 강수량이 계절에 따라 고르다. 그러므로 영국의 경우에는 밀농사, 벽난로 시스템, 그리고 하천을 이용한 수문개방이 발전하였다. 영국의 경우에는 대서양에서 운터(편서)풍이 불어와 여름철 기온이 높지 않고 겨울철에도 기온이 크게 떨어지지 않는다. 흐리고 비가 내리는 날이 많아서 맑은 날에는 공원 등지에서 일광욕을 즐긴다.

## 수량과의 관계

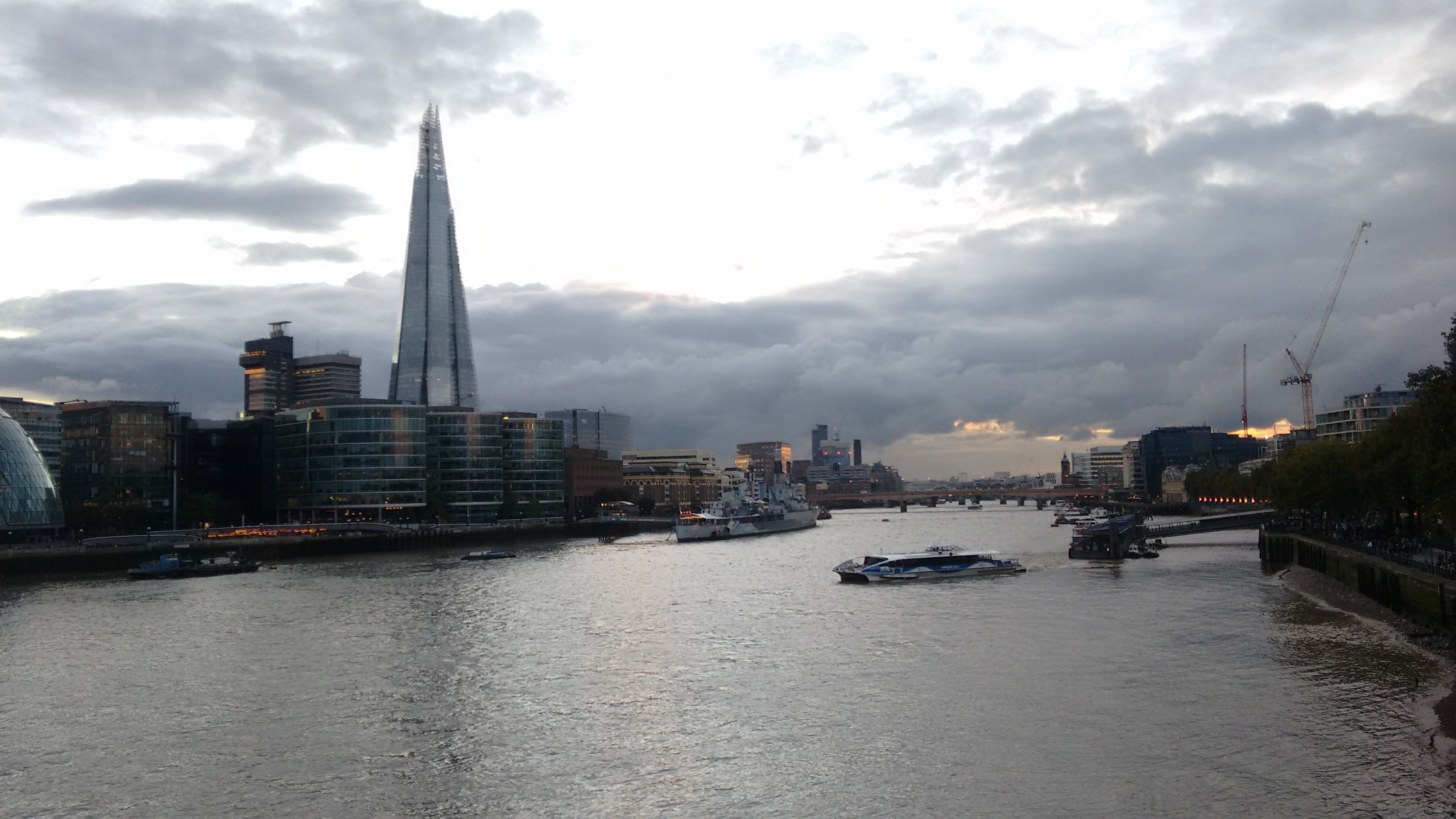
해양성 기후로 인해 강폭이 좁은 템스강의 모습

해양성 기후의 나라들은 수량이 적어서 강의 폭을 좁혀 작은 배가 잘 지나갈 수 있게 한다.

## 같이 보기
- 쾨펜의 기후 구분
- 온대 기후